# Leon I. Kilikijski (knez)
Leon I. (armensko Լևոն Ա, latinizirano: Levon A) ali Levon I. je bil od leta 1129/1130 do 1137 peti gospod Armenske Kilikije, * okoli 1080, † 14. februar 1140, Konstantinopel. 
Svojo oblast je razširil na kilikijske ravnice in celo na sredozemske obale. V njegovem času odnosi med Armenci in Franki (križarji), nekdanjimi tesnimi zavezniki, niso bili vedno tako vljudni kot prej. Glavni vzrok sporov med njimi je bilo posedovanje trdnjav v južnem gorovju Nur in na obalah Aleksandretskega zaliva.
Bizantinski cesar Ivan II. Komnen, ki je sicer lažno prisegel mir, je Leona povabil na sestanek v Konstantinopel in ga aretiral.

## Zgodnje življenje
Leonov oče je bil Konstantin I., gospod Armenske Kilikije.  
Po očetovi smrti je vladar postal Leonov brat Toros I. Nekje med letoma 1100 in 1103 se je Leon poročil.
"[Leon] je povabil veliko znanih bojevnikov, da se mu pridružijo, in jih zvabil z velikimi nagradami. V boj se je pripravljal in se pogosto boril proti tujcem ali nevernikom, zavzel njihove utrdbe in vse prebivalce pobil z mečem. Bil je občudovanje bojevnikov in strah tujcev ali nevernikov, zato so ga imenovali novi Aštahag."
— Vahram Edeški: Rimana kronika Male Armenije

## Vladanje
Nekateri avtorji, na primer Jacob G. Ghazarian in Vahan M. Kurkjian, namigujejo, da je Leon neposredno nasledil Torosa I.

### Spori s Franki
Leon je plačal Frankom 60.000 zlatnikov in jim dal sina za talca, da je lahko z njimi sklenil zavezništvo proti bizantinskemu cesarju Ivanu II. Komnenu, ki je takrat uveljavljal svoje zahteve po Antiohiji in Kilikiji.

### Ponovna bizantinska zasedba Kilikije
Ivan II. Komnen je povabil Leona na sestanek pod lažno obljubo miru, potem pa ga je ukazal aretirati. Kmalu zatem so ujeli in aretirali tudi njegova sinova Rubena in Torosa.

## Zadnja leta v izgnanstvu
Leona in njegova sinova so poslali v zapor v Konstantinopel. Sinovoma so kmalu zatem dovolili živeti na dvoru, vendar pod nadzorom. Ivan je z Leonom ravnal bolj častno in z njim celo večerjal in hodil na lov. Rubena so kasneje umorili bizantinski veljaki, ki so mu zavidali njegovo moč.
Leon je umrl v Konstantinoplu.

## Otroci
Leonovi otroci so bili:  
- (?) neimenovana hči, poročena s "frankovskim vitezom iz Antiohije" in mati regenta Tomaža
- neimenovana hči, žena Vasila Dgeja
- (?) Konstantin[1] (? – Edesa, 1138/1144)
- Toros  (? – 6. februar 1169)
- Štefan (pred 1110 – 7. februar 1165)
- Mleh  (pred 1120 – Sis, 15. maj 1175)
- Ruben (po 1120 – Konstantinopel, 1141)